# Auvers-le-Hamon

Auvers-le-Hamon este o comună în departamentul Sarthe, Franța. În 2009 avea o populație de 1,524 de locuitori.